# Ведля, Наталья Викторовна
Наталья Викторовна Ведля (род. 3 сентября 1980, Юрмала, Латвийская ССР, СССР) — российская баскетболистка, выступавшая в амплуа центрового. Обладатель золотой медали чемпионата России.

## Биография
Наталья Ведля родилась в Юрмале, где окончила школу. После того, как в Латвии начались гражданские волнения, она вместе с родителями перебралась к родственникам в Иваново. Здесь Наталье предложили серьёзно заняться баскетболом и вскоре её включили в состав местной команды «Изабена». В 1996 году Ведля переходит в команду высшей лиги «Зыряночка», где играла почти 8 лет.
Настоящим прорывом в карьере стал контракт в 2004 году с клубом элитного дивизиона курским «Динамо». В первом сезоне Наталья становится лидером команды по подборам (7,6), а после окончания сезона она получила приглашение в студенческую сборную России на Универсиаду. В турецком Измире сборная заняла 4-е место, уступив в «бронзовом матче» сборной Австралии (72:81), в том матче Наташа стала самым результативным игроком национальной команды (18 очков).
Два раза подряд, по итогам сезонов 2004/05 и 2005/06, Ведля включалась в список 25 лучших баскетболисток российского первенства.
С 2006 года баскетболистка становится капитаном «динамовок» и в сезоне 2006/07 показывает потрясающие результаты: лидер команды по очкам (13,4) и подборам (6,8). В сезоне 2007/08 в команду приходит заслуженный тренер России Анатолий Мышкин, с которым Наталья впоследствии свяжет свою судьбу, и в этот период она снова лидер клуба по набранным очкам (14,5)
Перед сезоном 2008/09 Наташа покидает Курск и отправляется в один из грандов российского баскетбола «УГМК». Вот так её охарактеризовал директор БК УГМК Максим Рябков:

Наталья Ведля выступала достаточно стабильно в прошлом сезоне. Она попала в десятку лучших по двум самым важным показателям — по количеству очков и подборов. А если брать только российских игроков Суперлиги, то Наташа по своей статистике вообще среди четырёх лучших игроков прошлого сезона! Достаточно сказать, что по средней результативности она располагается между главными снайперами УГМК, Агнешкой Бибржицкой и Пенни Тейлор.
- А как бы вы охарактеризовали её игровую манеру?
— Наташа действует разносторонне, может не только играть на подборе и забивать, а ещё и раздавать передачи. Плюс имеет достаточно стабильный трехочковый бросок, что для центровой не особенно характерно. При этом, Ведля — игрок ещё достаточно молодой, но вместе с тем и опытный — 27 лет.

В декабре 2008 года Наташа выходит замуж за Анатолия Мышкина, сочетавшись в одном из московских ЗАГСов.
В Екатеринбурге у Натальи закончилась баскетбольная карьера. Отыграв в начале сезона 5 матчей в чемпионате России и 4 в Евролиге ФИБА, оставшуюся часть Ведля пропустила из-за травмы. В интервью газете «Советский спорт» (22.12.2013) призналась, что баскетболом не занимается, имеет салон стрижки кошек и собак.
Осенью 2024 года стала менеджером ивановской «Энергии».

## Достижения
- Чемпион России: 2009
- Бронзовый призёр Евролиги: 2009